# Керрі Діксон
Керрі Діксон (англ. Kerry Dixon; нар. 24 липня 1961, Лутон) — англійський футболіст, що грав на позиції нападника. Третій найкращий бомбардир в історії клубу «Челсі» після Боббі Темблінга і Френка Лемпарда. 
Грав за національну збірну Англії.

## Клубна кар'єра
Народився 24 липня 1961 року в місті Лутон. Займався футболом у клубній структурі «Тоттенгем Готспур», згодом на юнацькому рівні за «Данстейбл Таун».
У дорослому футболі дебютував 1980 року виступами за команду «Редінг», в якій провів у третьому англійському дивізіоні три сезони, протягом яких зарекомендував себе як ефективний нападник, довівши власну результативність до 26 голів у 35 матчах сезону 1982/83. Утім його особистого внеску виявилося недостатньо аби зберегти за «Редінгом» місце у Третьому дивізіоні. Команда опустилася на рівень нижче, а її головний бомбардир навпаки отримав варіанти продовження кар'єри від команд вищіх рівнів англійської футбольної піраміди.
У серпні 1983 року його новою командою став лондонський «Челсі» з Другого дивізіону. Не в останню чергу завдяки 28 голам Діксона у 42 матчах першості «Челсі» вже в сезоні 1983/84 виграв другу за рівнем англійську лігу. Тож наступного сезону 23-річний Діксон дебютував у Першій лізі, в якій ані команда, ані форвард не загубилися. «Челсі» стабільно тримався у верхній частині турнірної таблиці і фінішував на шостому місці, а Діксон, забивши 24 голи, розділив з Гарі Лінекером титул найкращого бомбардира сезону. У січні 1986 року важко травмувався і, хоча відновлення не було тривалим, дещо розгубив форму, суттєво зменшивши результативність. Команда, що нещодавна боролося за найвищі місця  у чемпіонаті, за результатами сезону 1987/88, в якому Діксон забив лише 11 м'ячів в іграх першості, знову вибула до Другого дивізіону. Нападник продовжив виступи за лондонську команду, яка вже 1989 року повернулася до елітного дивізіону. Цього разу повернення було ще успішнішим ніж п'ятьма роками раніше — перший після повернення сезон, в якому на рахунку Діксона було вже 20 забитих у чемпіонаті голів, «Челсі» завершив на п'ятому місці, найвищому для команди з 1970 року. Після цього Діксон, результативність якого стрімко погіршилася, відіграв за «аристократів» ще два сезони, після чого 1992 року залишив команду. Загалом за дев'ять сезонів у «Челсі» в іграх усіх  турнірів відзначився 193 забитими голами, що на той час стало другим результатом в історії клубу після досягнення Боббі Темблінга (202 голи).
Після «Челсі» 31-річний нападник безуспішно намагався продовжити кар'єру у найвищому англійськом дивізіоні, яким стала новостворена Прем'єр-ліга, де протягом першої половини сезону 1992/93 захищав кольори «Саутгемптона». Після цього повернувся до рідного міста, де протягом двох з половиною сезонів грав у Другому дивізіоні за «Лутон Таун». Згодом до 1996 року грав на тому ж рівні за «Міллволл» та «Вотфорд», а завершував ігрову кар'єру у команді четвертого англійського дивізіону «Донкастер Роверз», де був граючим тренером протягом 1996—1997 років.

## Виступи за збірну
1985 року дебютував в офіційних матчах у складі національної збірної Англії. Протягом кар'єри у національній команді, яка тривала 2 роки, провів у її формі 8 матчів, забивши 4 голи.
У складі збірної був учасником чемпіонату світу 1986 року у Мексиці, де виходив на поле у грі групового етапу проти Польщі (3:0).

## Кар'єра тренера
Отримав перший досвід тренерської роботи як граючий тренер «Донкастер Роверз» у 1996–1997 роках. Згодом працював з декількома англійськими нижчоліговими командами.

## Титули і досягнення
- Найкращий бомбардир Футбольної ліги Англії (1): 1984/85 (24 голів, разом з Гарі Лінекером)